# Hans H. Staub
Hans Heinrich Staub (* 20. Januar 1908 in Wald; † 21. Dezember 1980 in Zürich; heimatberechtigt in Oberrieden) war ein Schweizer Atomphysiker.

## Leben
Staub studierte Physik an der ETH Zürich, wo er auch promovierte und anschliessend von 1931 bis 1937 als Assistent wirkte. 1937 kam er ans California Institute of Technology. Ab dem Wintersemester 1938/39 war er ordentlicher Professor an der Stanford University. Von 1942 bis 1946 arbeitete er am Manhattan-Projekt zur Entwicklung und zum Bau einer Atombombe. In jener Zeit war er Freund und Kollege des Nobelpreisträgers Wolfgang Pauli. Im Wintersemester 1949/50 wechselte er als ordentlicher Professor an die Universität Zürich. Im Sommersemester 1973 wurde er daselbst Honorarprofessor.
1944 wurde er Fellow der American Physical Society.

## Schriften (Auswahl)
- mit Paul Huber: Atomphysik (= Einführung in die Physik. Bd. 3, Tl. 1). Reinhardt, Basel 1970.